# Ая-Софія (стадіон)
«Ая-Софія» або Стадіон Святої Софії (грец. Γήπεδο Αγιά Σοφιά) також відомий під комерційною назвою ОПАП Арена — футбольний стадіон і домашня арена футбольної команди АЕК. Він розташований на південному краю Неа-Філадельфії в однойменному районі, на тому самому місці, де до 2003 року розташовувався старий стадіон команди «Нікос Гумас».
Його будівництво було завершено у 2022 році, і він має загальну місткість 31 100 глядачів (32 500 з люксами). Він був урочисто відкритий 30 вересня 2022 року, а перший матч відбувся 3 жовтня, коли АЕК переміг «Іонікос» у рамках чемпіонату Греції сезону 2022/23.

## Історія

### Знесення стадіону «Нікос Гумас» і проєктування нового
У 1926 році держава надала землю, де кілька років потому був побудований перший стадіон АЕК, який пізніше отримав назву «Нікос Гумас». Урочисте відкриття стадіону відбулося 2 листопада 1930 року. Стадіон був знесений у 2003 році за рішенням тодішнього президента АЕКа Янніса Граніци, оскільки він зазнав значних пошкоджень від землетрусу 1999 року, щоб побудувати новий.
Початковий план передбачав будівництво на його місці нового стадіону за власні кошти, який також включав би баскетбольний майданчик і торговий центр. Передбачалося використати його для проведення футбольного турніру на Олімпіаді 2004 року. Однак незабаром роботи були припинені після звернення муніципалітету Неа Філадельфії та його сусідів до Державної ради, яка зрештою визнала законодавчу базу для його будівництва неконституційною. Після Олімпіади загальний інтерес до будівництва нової інфраструктури та спортивних об'єктів знизився.
Після банкрутства АЕКа і вильоту команди у 2013 році президент Дімітріс Меліссанідіс взявся за відновлення клубу та повернув план «Ая-Софії» на пресконференції, яку він дав 10 липня 2013 року. Перша презентація стадіону відбулася 2 жовтня 2013 року. Там було зазначено, що запланований стадіон матиме місткість 32 000-33 000 місць та відповідатиме вимогам УЄФА до стадіону «четвертої категорії». Початковий графік передбачав початок робіт на початку 2014 року та завершення протягом двох років. Також були представлені перші цифрові зображення стадіону з візантійськими елементами зовнішньої архітектури, натхненними стінами Константинополя та зовнішнім виглядом, схожим на замок. Офіційна презентація відбулася 6 листопада в Центрі імені Онассіса, який фінансово сприяв реалізації проєкту. Символічно, що перший внесок для проєкту запропонував Константинопольський патріархат.
Втім через суперечки і судові тяганини будівництво арени неодноразово відкладались. Лише 25 липня 2017 року на будівництво було видано остаточний дозвіл. Вартість будівництва стадіону склала приблизно 65 млн євро.

### Будівництво
Будівництво стадіону розпочалося 28 липня 2017 року із земляних робіт. Перший етап робіт включав Земляні роботи та кріпильні роботи, що тривали 5 місяців відповідно до початкового проєкту. Перший етап був завершений 5 грудня 2017 року.
6 лютого 2018 року було оголошено, що компанія «HERMONASSA SA» взялися за завершення другої черги будівництва стадіону. Згідно з офіційним оголошенням, це включало решту земляних робіт, бетонування та укріплення стадіону, будівництво опор і, нарешті, будівництво та встановлення збірних трибун. Завершення цього етапу оцінювалося в 14 місяців. Роботи розпочато 12 лютого 2018 р. На видачу всіх дозволів, земляні роботи на ділянці, земляні роботи та бетонування разом з майданчиками, які поставили, витрачено 22 мільйони. євро.

### Урочисте відкриття та експлуатація
Стадіон було урочисто відкрито 30 вересня 2022 року на спеціальній церемонії, яка відбулася в присутності 32 000 людей. На церемонії відкриття з'явилася низка футболістів-ветеранів АЕКа, а освячення звершив митрополит Неа-Іонійський, Філадельфійський, Іракліонський і Халкідонський Гавриїл.
Перший матч відбувся 3 жовтня 2022 року, коли АЕК переміг «Іонікос» з рахунком 4:1 у 6-му турі чемпіонату Суперліги сезону 2022/23. Сербський півзахисник Міят Гачинович став першим футболістом, який забив гол на новій арені. Як стадіон, він був визнаний найкращим стадіоном 2022 року в найбільшому онлайн-голосуванні на stadiumdb.com.
7 березня 2023 року комітет Федерації футболу Греції оголосив стадіон «Ая-Софія» домашнім полем збірної Греції для відбіркового раунду Євро-2024, втім збірна зіграла свою першу гру на цій арені ще до початку відбору, 27 березня 2023 року проти Литви (0:0).

## Опис

### Ім'я
Повна назва стадіону — Центр спорту, пам'яті та культури «Свята Софія» (Κέντρο Αθλητισμού, Μνήμης και Πολιτισμού «Αγιά Σοφιά»). Назва містить посилання на засновників AEK, які були біженцями зі Стамбула, та на історичну церкву Святої Софії. Емблема АЕКа, двоголовий орел, є символом, пов'язаним з Візантійською імперією. На дизайн стадіону вплинула візантійська архітектура, про що Дімітріс Меліссанідіс заявляв з жовтня 2013 року, у перші дні, коли дизайн стадіону став публічно відомим..
Комерційна назва стадіону — «ОПАП Арена» після комерційної угоди між клубом і компанією ОПАП, яка розрахована на 5 років і коштувала два мільйони євро на рік.

### Характеристики
На зовнішній вигляд стадіону трохи вплинули Феодосійські стіни, зовнішній вигляд якого нагадує замок. Його поверхня вкрита натуральним газоном і оснащена двома світлодіодними табло високої чіткості. Його висота 27 метрів від верхньої частини трибун і 30 метрів від навісу. Він має чотири виступаючі бетонні стовпи на кожному з кутів, загальною висотою 40 метрів.
Трибуни охоплюють дві секції та 45 воріт, які, крім нумерації, також містять назви міст Малої Азії, місткістю 31 100 осіб. Варто відзначити, що в нумерації воріт 48, оскільки номери 4, 7 і 13 були видалені, оскільки вони пов'язані з організованими вболівальниками ПАОКа, «Олімпіакоса» і «Панатінаїкоса» відповідно. Єдині ворота без назви міста — 21, які традиційно асоціюється з уболівальниками АЕКа ще зі старих стадіонних років і розташована на старому місці, на підкові.

### Інфраструктура
«Ая-Софія» має сучасні роздягальні, бутики, банкетний зал, ресторан/бар, їдальні, модельне агентство ОПАП, а також кафе. Одночасно були докладені зусилля, щоб стадіон функціонував як місце пам'яті історії та культури Малої Азії. З цієї причини тут є традиційна перукарня та майстерня для чищення взуття, хамам, а також два музеї, один присвячений історії AEK, а інший — історії еллінізму біженців. Нарешті, на стадіоні є маленька церква з такою ж назвою, присвячена Лукасу Барлосу, колишньому президенту та великому благодійнику команди.
Паралельно зі стадіоном були проведені важливі інфраструктурні роботи для обслуговування глядачів, а також для безперебійного пересування жителів району, головним з яких було підземне будівництво значної частини вулиці Патріарха Костянтина та Фоконя. Під землею стадіону побудована стоянка місткістю приблизно 500 автомобілів.

### Транспортне обслуговування
- Метро: Лінія 1 (станції Періссос і Пефкакія)
- Тролейбус: 3 і 6
- Автобуси: 619, B9, 755, 755B, 421 і A8 (біля станції метро Періссос)